# Dilsen-Stokkem
Dilsen-Stokkem es un municipio de la provincia de Limburgo en Bélgica. Sus municipios vecinos son As, Maaseik y Maasmechelen, haciendo frontera al este con los Países Bajos. Tiene una superficie de 65,6 km² y una población en 2019 de 20.590 habitantes, siendo los habitantes en edad laboral el 65% de la población.

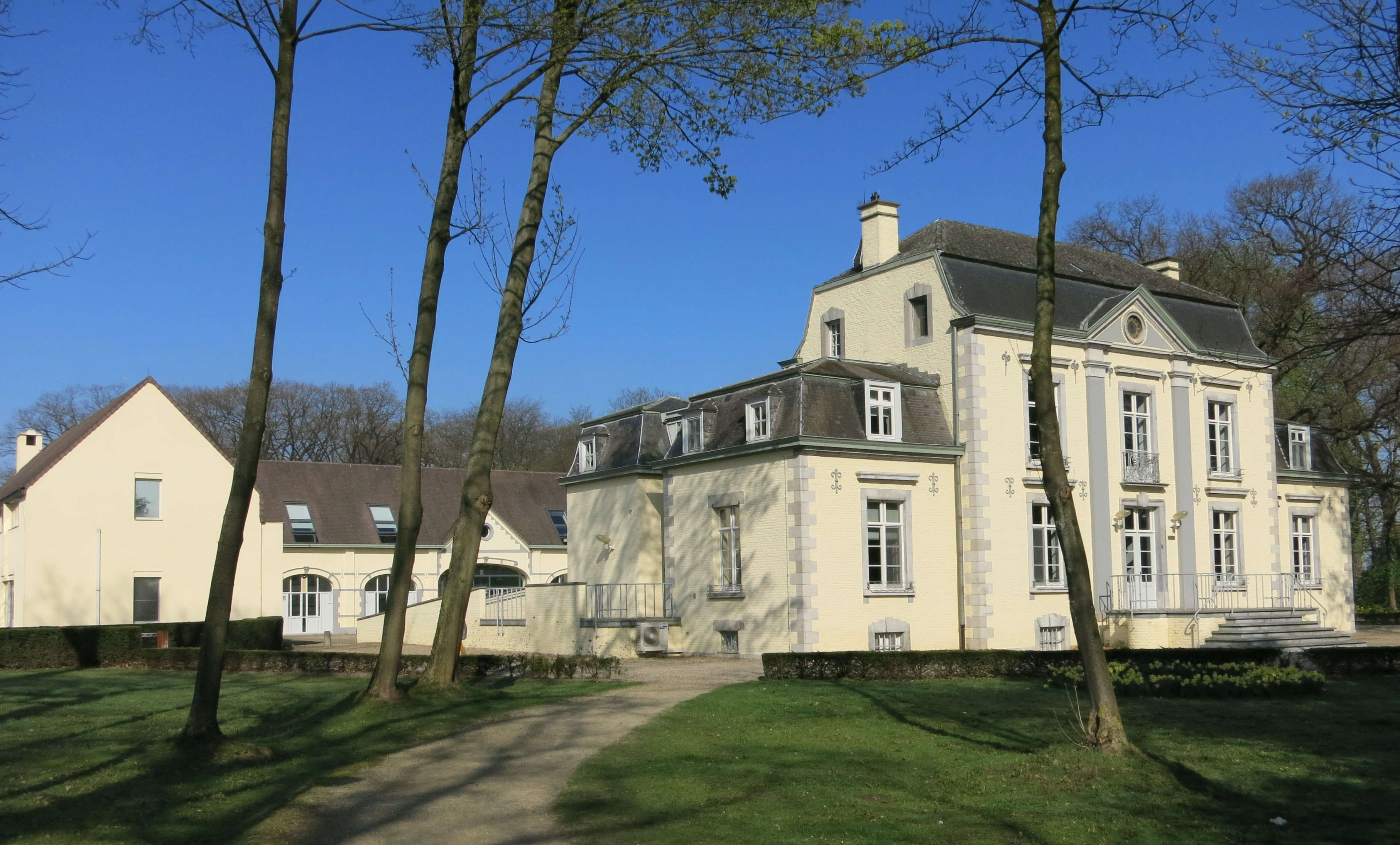
Casa solariega Ter-Motten.

El municipio, en la orilla izquierda del río Mosa, fue creado por la fusión de varios antiguos municipios y se compone actualmente de las siguientes localidades: Dilsen, Elen, Lanklaar, Rotem y Stokkem.

## Historia
La ciudad de Stokkem era más importante en la Edad Media que la de Dilsen, que pertenecía desde antes del año 1000 al condado de Loon y desde 1362 al Principado de Lieja. El lugar fue mencionado por primera vez en 1181 como "Stockheim" en una bula papal.

## Demografía

### Evolución
Todos los datos históricos relativos al actual municipio, el siguiente gráfico refleja su evolución demográfica, incluyendo municipios después de efectuada la fusión el 1 de enero de 1977.
| Gráfica de evolución demográfica de Dilsen-Stokkem entre 1846 y 2020 |
|                                                                      |